# غوك تبة رقم يك (المزرعة الشمالية)
غوك تبة رقم يك (بالفارسية: گوک‌تپه شماره یک) هي قرية تقع في إيران في قسم المزرعة الشمالیة الريفي. يقدر عدد سكانها بـ 968 نسمة بحسب إحصاء 2016.